# Holkar
Els Holkar foren un clan i nissaga de la casta de pastors dhangar, que per mèrits militars van arribar a governar una part de l'Índia central, especialment Malwa, sent subadars de Malwa i maharajas de Maheshwar dins la confederació mahrata, i després de 1818 maharajàs d'Indore sota protectorat britànic.

## La dinastia
Els Holkar van governar l'estat amb dret a salutació de 19 canonades (21 localment) fins a la seva accessió a l'Índia el 15 de juny de 1948. Degut al prestigi de la nissaga, moltes vegades el nom Holkar fou donat a l'estat (com també els Scindia o Sindhia van donbar el seu nom al principat de Gwalior). El seu títol oficial fou "maharajadhiraj Raj Rajeshwar Sawai Shri" seguit del nom personal, i al final "Holkar Bahadur"; en el període britànic tenien el tractament de Son Altesa.
El creador del poder dels Holkar fou Malhar I Rao Holkar (nascut 1693-mort 1766) general maratha, que va dominar Maheshwar i Indore el 1733 que li foren concedides de manera hereditària el 1734 (abans i després va rebre molts altres llocs).

## Llista de maharajas Holkar

### Subadars de Malwa amb seu a Maheshwar
1. Malhar I Rao Holkar 1734-1766
2. Khande I Rao Holkar, hereu 1734-1754
3. Male Rao Holkar 1766 - 1767
4. Shrimant Akhand Soubhagyavati Devi Shri Ahilya Bai Sahib Holkar (reina i regent) 1767 - 1795
5. Tukoji I Rao Holkar 1795 - 1797
6. Kashi Rao Holkar 1797 - 1799
7. Malhar II Rao Holkar 1797-1798, pretendent
8. Khande II Rao Holkar, pretendent 1798-1799
9. Jaswant I Rao Holkar 1799 - 1811

### Maharajas d'Indore
1. Malhar III Rao Holkar 1811 - 1833 (1811-1818 a Maheshwar)
2. Martand Rao Holkar 1833 - 1834
3. Hari Rao Holkar 1834 - 1843
4. Khande Rao III Holkar 1843 - 1844
5. Tukoji II Rao Holkar 1844 - 1886
6. Sivaji Rao Holkar 1886 - 1903
7. Tukoji III Rao Holkar 1903 - 1926
8. Jaswant II Rao Holkar 1926 - 1948 (+1961)